# Gastón Baquero
Gastón Baquero Díaz (Banes, Cuba, 4 de mayo de 1914-Madrid, 15 de mayo de 1997) fue un escritor y poeta cubano del siglo XX, exiliado en España tras la Revolución cubana.

## Biografía
Baquero nació en Banes, pueblo perteneciente a la antigua provincia de Oriente, zona que hoy es parte de la provincia de Holguín. Estudió Agronomía, pero nunca ejerció la profesión: prefirió consagrarse a las actividades literarias y periodísticas.
En la década de 1940 se vinculó al grupo vanguardista de poetas e intelectuales que toma su nombre de la revista Orígenes (1944-1956), fundada y dirigida por José Lezama Lima; así mismo colaboró en la creación de las revistas literarias Verbum (1937), Espuela de plata (1939-1941) y Clavileño (1942-1944).
Se da a conocer con publicación de Poemas, en 1942, al que le sigue el mismo año Saúl sobre su espada, aunque en ese periodo su principal campo de acción es el periodismo, como jefe de redacción del Diario de la Marina. En la década siguiente obtiene cargos oficiales en la dictadura de Fulgencio Batista— y disminuye sustancialmente su producción literaria.
Contrario a la revolución de Fidel Castro, abandonó Cuba escoltado por tres embajadores acreditados en La Habana en un vuelo con rumbo a Madrid, donde el régimen de Francisco Franco lo acoge y le proporciona empleo. Trabajó en el Instituto de Cultura Hispánica, en la Escuela de Periodismo y en Radio Exterior de España. Al mismo tiempo, escribió ensayos y artículos literarios para varias publicaciones, principalmente para la revista Mundo Hispánico.
Regresó a la actividad literaria con Poemas escritos en España aparece en 1960 y en 1966 se publica Memorial de un testigo, uno de sus libros más aclamados. En 1984 el poeta boliviano Pedro Shimose publica en Madrid (Instituto de Cooperación Iberoamericana) sus poemas completos hasta el momento bajo el título de Magias e invenciones. Desde entonces, los jóvenes poetas y estudiantes de literatura buscan su compañía y le rinden homenajes, a los cuales Baquero reacciona con su modestia habitual.
En 1992 llegó a finalista del Premio Nacional de Literatura con Poemas invisibles. En 1993 la cátedra poética Fray Luis de León de la Universidad Pontificia de Salamanca rindió homenaje a su obra recogida luego en Celebración de la existencia, junto con las aportaciones de los participantes. En 1994, por primera vez desde 1959, se ofrece en la Universidad de La Habana una conferencia sobre su obra poética, y en 2001 se permite la publicación de una antología poética, La patria sonora de los frutos (Editorial Letras Cubanas), editada por Efraín Rodríguez Santana.[cita requerida]
Murió el 15 de mayo de un infarto cerebral.

## Obras
- Poemas (La Habana, 1942)
- Saúl sobre su espada (La Habana, 1942)
- Ensayos (La Habana, 1948)
- Poemas escritos en España (Madrid, 1960)
- Escritores hispanoamericanos de hoy' (Madrid, 1961)
- Memorial de un testigo (Madrid, 1966)
- La evolución del marxismo en Hispanoamérica (Madrid, 1966)
- Cartas a Gerardo Diego, 1968.
- Darío, Cernuda y otros temas poéticos (Madrid, 1969)
- Magias e invenciones (Madrid, 1984), poesías completas hasta la fecha, a cargo del poeta boliviano Pedro Shimose
- De San Salvador a Ayacucho, 1974, ensayos.
- Carta a Simone Lerch, 1990, ensayos.
- Poemas invisibles (Madrid, 1991)
- Indios, blancos y negros en el caldero de América (Madrid, 1991)
- Acercamiento a Dulce María Loynaz (Madrid, 1993)
- La fuente inagotable (Valencia, 1995).
- Poesía (Salamanca, 1995)
- Ensayo (Salamanca, 1995)
- Poesía completa (Editorial Verbum, 1998), recogida por el poeta y editor cubano Pío Serrano
- The Angel of Rain. Poems by Gastón Baquero (Eastern Washington University Press, 2006), translated by Greg Simon and Steven F. White
- Geografía literaria. 1945-1996: crónicas y ensayos (Madrid, 2007), edición del escritor y periodista cubano-británico Alberto Díaz-Díaz
- Fabulaciones en prosa, 2014.